# Trigonoptera annulicornis
Trigonoptera annulicornis là một loài bọ cánh cứng trong họ Cerambycidae.